# ジェントル・オン・マイ・マインド
「ジェントル・オン・マイ・マインド」（Gentle on My Mind）は、ジョン・ハートフォードが作詞作曲し1967年に発表した楽曲。グレン・キャンベルのカバー・バージョンで知られる。1968年のグラミー賞で複数の賞を受賞した。

## 概要
ジョン・ハートフォード自身が語るところによれば、映画『ドクトル・ジバゴ』を見たあとでインスピレーションがわき30分で書き上げられたという。「自分の経験を書いただけなんだ。ヒットするかもしれないという考えが少しでも頭にあったら、おそらく今あるものとは違ったものになっていたと思うよ」
ハートフォードのオリジナル・バージョンは1967年に発表され、ビルボードのカントリー・チャートで60位を記録した。彼は1968年の第10回グラミー賞で、ベスト・カントリー&ウェスタン賞とベスト・フォーク・パフォーマンス賞を受賞した。
ハートフォードの「ジェントル・オン・マイ・マインド」をラジオで聴いたグレン・キャンベルはすぐに気に入り、レッキング・クルーのセッション・ミュージシャンをかき集め、同年5月17日にキャピトル・レコードのスタジオでデモ録音を行った。プロデューサーのアル・デ・ローリーはキャンベルがミュージシャンに向けて発しているかけ声を取り除くと、デモをそのままシングルとして発表した。キャンベルのバージョンはビルボードのカントリー・チャートで30位を記録し、彼にとって最初のヒット作品となった。またハートフォードと同様、キャンベルもグラミー賞で複数の賞を受賞した（このとき彼は「恋はフェニックス」でも受賞している）。翌1968年7月に再発売されるとより大きな成功を収めた。同年11月2日付のビルボード・Hot 100で39位を記録。ビルボードのカントリー・チャートで44位、イージーリスニング・チャートで8位を記録した。
BMI調べによる「20世紀にアメリカのテレビやラジオで最もオンエアされた100曲」の第16位にランクされた。

## 主なカバー・バージョン
|        | アーティスト名                            | レコード                                                       |
| ------ | ----------------------------------------- | -------------------------------------------------------------- |
| 1967年 | パティ・ペイジ                            | 『Today My Way』                                               |
| 1968年 | ウェイロン・ジェニングス                  | 『Hangin' On』                                                 |
| 1968年 | レナード・ニモイ                          | 『Two Sides of Leonard Nimoy』                                 |
| 1968年 | タミー・ワイネット                        | 『D-I-V-O-R-C-E』                                              |
| 1968年 | ロジャー・ミラー                          | 『A Tender Look at Love』                                      |
| 1968年 | フランク・シナトラ                        | 『Cycles』                                                     |
| 1968年 | ディーン・マーティン                      | 『Gentle on My Mind』                                          |
| 1968年 | ボビー・ジェントリー & グレン・キャンベル | 『Bobbie Gentry and Glen Campbell』                            |
| 1968年 | コニー・スミス                            | 『Sunshine and Rain』                                          |
| 1968年 | トリニ・ロペス                            | 『Welcome To Trini Country』                                   |
| 1969年 | アレサ・フランクリン                      | 『ソウル'69』                                                  |
| 1969年 | エルヴィス・プレスリー                    | 『エルヴィス・イン・メンフィス』                               |
| 1969年 | ルー・ロウルズ                            | 『The Way It Was The Way It Is』                               |
| 1969年 | エンゲルベルト・フンパーディンク          | 『Engelbert Humperdinck』                                      |
| 1970年 | キース・ポトガー&ザ・ニュー・シーカーズ   | 『Keith Potger and the New Seekers』                           |
| 1970年 | クロード・フランソワ                      | 『Si douce à mon souvenir』（フランス語詞）                    |
| 1972年 | ビング・クロスビー & カウント・ベイシー   | 『Bing 'n' Basie』                                             |
| 2002年 | セシリア・ノービー                        | 『First Conversation』                                         |
| 2003年 | ジョニー・キャッシュ                      | 『Unearthed』（キャンベルと共に歌っている）                    |
| 2006年 | 小野リサ                                  | 『Jambalaya - Bossa Americana-』                               |
| 2007年 | R.E.M.                                    | 『Sounds Eclectic: The Covers Project』（録音は2001年6月12日） |
| 2013年 | マデリン・ペルー                          | 『The Blue Room』                                              |
| 2014年 | ルカ・ブルーム                            | 『Head & Heart』                                               |
| 2014年 | ザ・バンド・ペリー                        | シングル                                                       |
| 2017年 | アリソン・クラウス                        | 『Windy City』                                                 |